# Tout Alizée
Tout Alizée es una recopilación de la artista francesa Alizée. El álbum fue lanzado a la venta el 10 de diciembre de 2007, solo en México. Es una recopilación lanzada por su antigua disquera Universal Records, atendiendo a su reciente cambio de discográfica. El álbum fue lanzado con un DVD extra.

## Ventas
El álbum debutó en la lista del "Top 100 mexicano" en el lugar número 62. Para enero de 2008 ya estaba en el 22.
Debutó en "los 20 álbumes internacionales" en el número 18. Para enero de 2008 se logró posicionar como número 2.

## Canciones

### CD
1. Moi... Lolita
2. Gourmandises
3. L'Alizé
4. J.B.G.
5. Parler tout bas
6. J'en ai marre!
7. A contre-courant
8. Hey! amigo!
9. Youpidou
10. Amelie M'a Dit
11. J'ai pas vingt ans
12. Moi... Lolita (Lola extended remix)
13. Moi... Lolita (Hello Helli t'es a dance mix)
14. I'm fed up (Bubbly club remix)
15. J'en ai marre (Soft skin club mix)

### DVD
1. Gourmandises
2. Moi... Lolita
3. Parler tout bas
4. J'ai pas vingt ans
5. J'en ai marre
6. Tubes d'un jour (bonus documental)

- Datos: Q2232615